# Juncus brevibracteus
Juncus brevibracteus är en tågväxtart som beskrevs av Lawrence Alexander Sidney Johnson. Juncus brevibracteus ingår i släktet tåg, och familjen tågväxter. Inga underarter finns listade i Catalogue of Life.